# Przełęcz pod Średnicą
Przełęcz pod Średnicą (niem. Hämmrich, Hemmerich) (595 m n.p.m.) – przełęcz w południowo-zachodniej Polsce, w Sudetach Zachodnich, w Rudawach Janowickich.

## Położenie
Przełęcz położona jest w Sudetach Zachodnich, w południowo-zachodniej części Rudaw Janowickch, na Wzgórzach Karpnickich, na północny wschód od centrum miejscowości Kowary, na terenie Rudawskiego Parku Krajobrazowego. Przez przełęcz prowadzi malownicza lokalna droga z Kowar przez Gruszków do Karpnik.

## Charakterystyka
Przełęcz słabo odznaczająca się w terenie, stanowi rozległe siodło o niesymetrycznych zboczach i podejściach, głęboko wcinając się w podłoże między górę Średnicę od zachodu a Skalnikiem od strony wschodniej.
Najbliższe otoczenie przełęczy od strony północnej zajmuje spora łąka, która stanowi punkt widokowy z panoramą na Góry Sokole i Wzgórza Karpnickie, pozostałe otoczenie porośnięte jest lasem świerkowym i świerkowo-bukowym regla dolnego.

## Turystyka
Przez przełęcz prowadzi szlak turystyczny:
- fragment Głównego Szlaku Sudeckiego prowadzącego z Mysłakowic przez Bukowiec na masyw Skalnika i dalej

Ponadto:
- Na przełęczy usytuowane jest miejsce postojowe z parkingiem oraz kamień z napisem Forst-Guts-Bezirk Hohenwiese-Bärndorf Kr. Hirschberg Reg.-Bez.-Liegnitz (pol. Rejon Dóbr Leśnych Wysoka Łąka - Gruszków, powiat jeleniogórski, rejencja legnicka)
- W drodze na Skalnik liczne „kamienie milowe” z kutymi napisami w języku niemieckim.
- Poniżej Przełęczy, przy drodze do Kowar, znajduje się ocembrowane źródełko „Jola”.
- Dawniej Przełęcz pod Średnicą była celem pieszych spacerów kuracjuszy. Roztaczała się stąd panorama Karkonoszy, obecnie niewidoczna ze względu na wysoki las.